# Maria de la Salut
Maria de la Salut ist eine der 53 Gemeinden der spanischen Baleareninsel Mallorca. Den Zusatz „de la Salut“ trägt der Ort erst seit dem Jahr 1916.
2024 zählte die Gemeinde 2.397 Einwohner, davon 2031 im gleichnamigen Ort (Stand 2008). Der Ausländeranteil der Gemeinde betrug 16,09 % (337 Personen), der Anteil deutscher Einwohner 2,0 % (42 Personen). Daneben lebten 4 Schweizer in der Gemeinde. Die Einheimischen nennen sich Mariando für Männer bzw. Marianda für Frauen.

## Sehenswürdigkeiten
- Pfarrkirche Mare de Déu de la Salut aus dem 17. Jahrhundert
- Herrenhaus Son Roig
- Windmühle Son Puig aus dem 17. Jahrhundert
- archäologische Ausgrabungsstätte es Velar (Talayot-Kultur)

## Feste
- Festa de la Mare de Déu de la Salut, Patronatsfest, 8. September